# Polen op de Olympische Zomerspelen 2000
Polen nam deel aan de Olympische Zomerspelen 2000 in Sydney, Australië. Het Oost-Europese land eindigde op de 14de plaats in het medailleklassement.

## Medailleoverzicht
| Sport         | Olympiër                                                                      | Onderdeel                  | Medaille |
| ------------- | ----------------------------------------------------------------------------- | -------------------------- | -------- |
| Atletiek      | Robert Korzeniowski                                                           | 20km snelwandelen (m)      | Goud     |
| Atletiek      | Robert Korzeniowski                                                           | 50km snelwandelen (m)      | Goud     |
| Atletiek      | Szymon Ziółkowski                                                             | kogelslingeren (m)         | Goud     |
| Atletiek      | Kamila Skolimowska                                                            | kogelslingeren (v)         | Goud     |
| Roeien        | Tomasz Kucharski Robert Sycz                                                  | lichte dubbel-twee (m)     | Goud     |
| Schietsport   | Renata Mauer                                                                  | 50m geweer 3 houdingen (m) | Goud     |
| Gewichtheffen | Szymon Kołecki                                                                | -94kg (m)                  | Zilver   |
| Gewichtheffen | Agata Wróbel                                                                  | +75kg (v)                  | Zilver   |
| Kanovaren     | Krzysztof Kołomański Michał Staniszewski                                      | C-2 slalom (m)             | Zilver   |
| Kanovaren     | Daniel Jędraszko Paweł Baraszkiewicz                                          | C-2 500m (m)               | Zilver   |
| Schermen      | Sylwia Gruchała Magdalena Mroczkiewicz Anna Rybicka Barbara Wolnicka-Szewczyk | floret team (v)            | Zilver   |
| Gymnastiek    | Leszek Blanik                                                                 | sprong (m)                 | Brons    |
| Kanovaren     | Beata Sokołowska Aneta Pastuszka                                              | K-2 500m (m)               | Brons    |
| Kanovaren     | Grzegorz Kotowicz Adam Seroczyński Dariusz Białkowski Marek Witkowski         | K-4 1000m (m)              | Brons    |

## Deelnemers en resultaten

### Atletiek
| Olympiër                                                                                       | Onderdeel                | Resultaat | Prestatie |
| ---------------------------------------------------------------------------------------------- | ------------------------ | --------- | --- |
| Piotr Balcerzak                                                                                | 100m (m)                 | 29e       | serie 5: 3de in 10,42 kwartfinale 2: 7de in 10,38 |
| Marcin Nowak                                                                                   | 100m (m)                 | 27e       | serie 2: 1ste in 10,27 kwartfinale 1: 4de in 10,37 |
| Marcin Urbaś                                                                                   | 200m (m)                 | 17e       | serie 3: 3de in 20,62 kwartfinale 1: 5de in 20,43 |
| Piotr Haczek                                                                                   | 400m (m)                 | 12e       | serie 5: 2de in 45,61 kwartfinale 1: 2de in 45,43 halve finale 1: 6de in 45,66 |
| Robert Maćkowiak                                                                               | 400m (m)                 | 5e        | serie 6: 3de in 45,39 kwartfinale 4: 1ste in 45,01 halve finale 2: 4de in 45,53 finale: 5de in 45,14                                                                                                  |
| Piotr Rysiukiewicz                                                                             | 400m (m)                 | 50e       | serie 1: 7de in 46,67 |
| Marcin Kuszewski                                                                               | 110m horden (m)          | DNF       | serie 1: niet gefinisht |
| Tomasz Ścigaczewski                                                                            | 110m horden (m)          | 12e       | serie 6: 2de in 13,53 kwartfinale 2: 3de in 13,60 halve finale 2: 7de in 13,51 |
| Rafał Wójcik                                                                                   | 3000m steeplechase (m)   | 21e       | serie 2: 9de in 8.33,51 |
| Piotr Balcerzak Marcin Nowak Ryszard Pilarczyk Marcin Urbaś                                    | 4x100m (m)               | 8e        | serie 5: 3de in 38,74 halve finale 2: 4de in 38,60 finale: 8ste in 38,96 |
| Jacek Bocian Piotr Długosielski Piotr Haczek Robert Maćkowiak Piotr Rysiukiewicz Filip Walotka | 4x400m (m)               | 6e        | serie 5: 2de in 3.01,30 halve finale 1: 5de in 3.00,66 finale: 6de in 3.03,22 |
| Piotr Gładki                                                                                   | marathon (m)             | DNF       | niet gefinisht |
| Robert Korzeniowski                                                                            | 20km snelwandelen (m)    | Goud      | 1:18.59 |
| Robert Korzeniowski                                                                            | 50km snelwandelen (m)    | Goud      | 3:42.22 |
| Tomasz Lipiec                                                                                  | 50km snelwandelen (m)    | DNF       | niet gefinisht |
| Roman Magdziarczyk                                                                             | 50km snelwandelen (m)    | 8e        | 3:48.17 |
| Olgierd Stański                                                                                | discuswerpen (m)         | 29e       | kwalificatie groep A: 14de met 59,31m |
| Dariusz Trafas                                                                                 | speerwerpen (m)          | 10e       | kwalificatie groep A: 5de met 83,98m finale: 10de met 82,30m |
| Maciej Pałyszko                                                                                | kogelslingeren (m)       | 13e       | kwalificatie groep B: 5de met 76,33m |
| Szymon Ziółkowski                                                                              | kogelslingeren (m)       | Goud      | kwalificatie groep A: 3de met 77,81m finale: 1ste met 80,02m |
|                                                                                                |                          |           | |
| Zuzanna Radecka                                                                                | 200m (v)                 | 38e       | serie 2: 6de in 23,57 |
| Lidia Chojecka                                                                                 | 1500m (v)                | 5e        | serie 2: 2de in 4.10,34 halve finale 1: 5de in 4.05,78 finale: 5de in 4.06,42 |
| Anna Jakubczak                                                                                 | 1500m (v)                | 6e        | serie 1: 2de in 4.08,13 halve finale 2: 3de in 4.07,03 finale: 6de in 4.06,49 |
| Anna Olichwierczuk-Jesień                                                                      | 400m horden (v)          | 21e       | serie 3: 4de in 57,36 |
| Joanna Niełacna Marzena Pawlak Agnieszka Rysiukiewicz Zuzanna Radecka                          | 4x100m (v)               | 15e       | serie 1: 3de in 44,05 halve finale 2: 7de in 44,07 |
| Katarzyna Radtke                                                                               | 20km snelwandelen (v)    | DNF       | niet gefinisht |
| Monika Pyrek                                                                                   | polsstokhoogspringen (m) | 7e        | kwalificatie groep A: 7de met 4,30m finale: 7de met 4,40m (NR) |
| Krystyna Danilczyk-Zabawska                                                                    | kogelstoten (v)          | 5e        | kwalificatie groep A: 1ste met 18,93m finale: 5de met 19,18m |
| Katarzyna Żakowicz                                                                             | kogelstoten (v)          | 18e       | kwalificatie groep B: 8ste met 16,95m |
| Kamila Skolimowska                                                                             | kogelslingeren (v)       | Goud      | kwalificatie groep A: 2de met 66,30m finale: 1ste met 71,16m (OR) |
| Urszula Włodarczyk                                                                             | zevenkamp (v)            | 4e        | 100m horden: 4de in 13,33 hoogspringen: 8ste met 1,78m kogelstoten: 4de met 14,45m 200m: 7de in 24,29 verspringen: 5de met 6,31m speerwerpen: 7de met 46,16m 800m: 5de in 2.12,15 totaal: 6470 punten |

### Badminton
| Olympiër                       | Onderdeel      | Resultaat | Prestatie |
| ------------------------------ | -------------- | --------- | --- |
| Michał Łogosz Robert Mateusiak | dubbelspel (m) | 9e        | 1ste ronde: W van AUS Bamford/Blackburn: 15-5, 16-17, 15-6 2de rodne: V van GBR Archer/Robertson: 1-15, 10-15 |
|                                |                |           | |
| Katarzyna Krasowska            | enkelspel (v)  | 33e       | 1ste ronde: V van GER Grether: 12-13, 2-11                                                                    |

### Basketbal
| Olympiër | Onderdeel | Resultaat | Prestatie |
| --- | --------- | --------- | --- |
| Sylwia Wlaźlak Anna Wielebnowska Elżbieta Trześniewska Krystyna Szymańska-Lara Beata Predehl Ilona Mądra Edyta Koryzna Margo Dydek Katarzyna Dydek Patrycja Czepiec Joanna Cupryś Dorota Bukowska | vrouwen   | 8e        | groep B: 4de W van Nieuw-Zeeland: 75-52 V van Rusland: 46-84 W van Zuid-Korea: 87-62 W van Cuba: 72-65 V van Verenigde Staten: 57-76 kwartfinale: V van Australië: 48-76 7-8ste plek: V van Slowakije: 57-64 |

| Groep B |                  |             |             |             |            |            |            |        |
| #       | Land             | Wedstrijden | Wedstrijden | Wedstrijden | Doelpunten | Doelpunten | Doelpunten | Punten |
| #       | Land             | G           | W           | V           | V          | T          | Saldo      | Punten |
| 1       | Verenigde Staten | 5           | 5           | 0           | 446        | 312        | +134       | 10     |
| 2       | Rusland          | 5           | 3           | 2           | 398        | 325        | +73        | 8      |
| 3       | Zuid-Korea       | 5           | 3           | 2           | 343        | 296        | +47        | 8      |
| 4       | Polen            | 5           | 3           | 2           | 327        | 339        | −12        | 8      |
| 5       | Cuba             | 5           | 1           | 4           | 318        | 358        | −40        | 6      |
| 6       | Nieuw-Zeeland    | 5           | 0           | 5           | 304        | 396        | −92        | 5      |

| Ronde        | Datum  | Plaats           | Land  | Score         | Land |
| ------------ | ------ | ---------------- | ----- | ------------- | ---- |
| Groepsfase   |        |                  |       |               |      |
| 16 september | Sydney | Polen            | 75-52 | Nieuw-Zeeland |      |
| 18 september | Sydney | Rusland          | 84-46 | Polen         |      |
| 20 september | Sydney | Polen            | 87-62 | Zuid-Korea    |      |
| 22 september | Sydney | Polen            | 72-65 | Cuba          |      |
| 24 september | Sydney | Verenigde Staten | 76-57 | Polen         |      |
| Kwartfinale  |        |                  |       |               |      |
| 27 september | Sydney | Australië        | 76-48 | Polen.        |      |
| 7-8ste plek  |        |                  |       |               |      |
| 29 september | Sydney | Slowakije        | 64-57 | Polen         |      |

### Boksen
| Olympiër           | Onderdeel   | Resultaat | Prestatie |
| ------------------ | ----------- | --------- | --- |
| Andrzej Rżany      | -51kg (m)   | 5e        | 1ste ronde: W van MAD Augustin: scheidsrechterlijke beslissing 2de ronde: W van PHI Lerio: 18-18 kwartfinale: V van UKR Sydorenko: scheidsrechterlijke beslissing |
| Robert Ciba        | -54kg (m)   | 17e       | 1ste ronde: V van NGR Sabo: scheidsrechterlijke beslissing |
| Mariusz Cendrowski | -63,5kg (m) | 17e       | 1ste ronde: V van KOR Hwang: 4-14 |
| Paweł Kakietek     | -75kg (m)   | 9e        | 1ste ronde: W van CHN Abulikemu: scheidsrechterlijke beslissing 2de ronde: V van USA Lacy: 7-21                                                                   |
| Wojciech Bartnik   | -91kg (m)   | 17e       | 1ste ronde: V van USA Bennett: 2-11 |
| Grzegorz Kiełsa    | +91kg (m)   | 17e       | 1ste ronde: V van KAZ Dildabekov: 5-16 |

### Boogschieten
| Olympiër                                     | Onderdeel       | Resultaat | Prestatie |
| -------------------------------------------- | --------------- | --------- | --- |
| Bartosz Mikos                                | individueel (m) | 23e       | plaatsingsronde: 49ste met 606 punten 1ste ronde: W van CHN Fu: 157-155 2de ronde: V van RUS Tsyrempilov: 154-163                                                                            |
| Grzegorz Targoński                           | individueel (m) | 22e       | plaatsingsronde: 21ste met 633 punten 1ste ronde: W van JPN Matsushita: 166-164 2de ronde: V van NED van Alten: 157-160                                                                      |
|                                              |                 |           | |
| Agata Bulwa                                  | individueel (v) | 37e       | plaatsingsronde: 60ste met 603 punten 1ste ronde: V van UKR Sadovnycha: 155-163 |
| Anna Łęcka                                   | individueel (v) | 13e       | plaatsingsronde: 28ste met 630 punten 1ste ronde: W van KAZ Plotnikova: 163-149 2de ronde: W van UKR Sadovnycha: 159-158 3de ronde: V van RUS Bolotova: 157-161                              |
| Joanna Nowicka-Kwaśna                        | individueel (v) | 8e        | plaatsingsronde: 24ste met 633 punten 1ste ronde: W van BLR Moroz: 152-139 2de ronde: W van SWE Ericsson: 162-152 3de ronde: W van CHN Jianping: 152-148 kwartfinale: V van KOR Kim: 100-106 |
| Agata Bulwa Anna Łęcka Joanna Nowicka-Kwaśna | team (v)        | 11e       | plaatsingsronde: 11de met 1866 punten 1ste ronde: V van Turkije: 217-227 |

### Gewichtheffen
| Olympiër              | Onderdeel  | Resultaat | Prestatie                                                       |
| --------------------- | ---------- | --------- | --------------------------------------------------------------- |
| Mariusz Rytkowski     | -85kg (m)  | 9e        | trekken: 6de met 170kg stoten: 11de met 200kg totaal: 370kg     |
| Krzysztof Siemion     | -85kg (m)  | 4e        | trekken: 8ste met 167,5kg stoten: 2de met 212,5kg totaal: 380kg |
| Szymon Kołecki        | -94kg (m)  | Zilver    | trekken: 3de met 182,5kg stoten: 1ste met 222,5kg totaal: 405kg |
| Mariusz Jędra         | -105kg (m) | 9e        | trekken: 12de met 175kg stoten: 9de met 215kg totaal: 390kg     |
| Grzegorz Kleszcz      | -105kg (m) | 8e        | trekken: 9de met 185kg stoten: d7e met 220kg totaal: 405kg      |
| Paweł Najdek          | +105kg (m) | 7e        | trekken: 11de met 185kg stoten: 7de met 240kg totaal: 425kg     |
|                       |            |           |                                                                 |
| Aleksandra Klejnowska | -58kg (v)  | 5e        | trekken: 5de met 90kg stoten: 5de met 112,5kg totaal: 202,5kg   |
| Beata Prei            | -69kg (v)  | 8e        | trekken: 5de met 100kg stoten: 7de met 125kg totaal: 225kg      |
| Agata Wróbel          | +75kg (v)  | 8e        | trekken: 2de met 132,5kg stoten: 2de met 162,5kg totaal: 295kg  |

### Gymnastiek
| Olympiër             | Onderdeel                | Resultaat | Prestatie |
| Ritmisch             | Ritmisch                 | Ritmisch  | Ritmisch |
| -------------------- | ------------------------ | --------- | --- |
| Agnieszka Brandebura | individueel (v)          | 13e       | kwalificatie: 13de touw: 10de met 9,716 punten hoepel: 22ste met 9,470 punten bal: 6de met 9,791 punten linten: 16de met 9,600 punten totaal: 38,577 punten               |
| Turnen               |                          |           | |
| Leszek Blanik        | sprong (m)               | Brons     | kwalificatie: 8ste met 9,700 punten finale: 3de met 9,475 punten |
| Leszek Blanik        | individuele meerkamp (m) | 78e       | kwalificatie: 78ste sprong: 8ste met 9,700 punten brug: 72ste met 8,775 punten ringen: 57ste met 9,275 punten paard voltige: 73ste met 8,575 punten totaal: 36,325 punten |
|                      |                          |           | |
| Joanna Skowrońska    | individuele meerkamp (v) | 60e       | kwalificatie: 60ste vloer: 78ste met 8,425 punten sprong: 75ste met 8,750 punten brug: 73ste met 8,962 punten balk: 77ste met 8,450 punten totaal: 34,587 punten          |

### Hockey
| Olympiër | Onderdeel | Resultaat | Prestatie |
| --- | --------- | --------- | --- |
| Tomasz Choczaj Tomasz Cichy Eugeniusz Gaczkowski Rafał Grotowski Robert Grzeszczak Paweł Jakubiak Zbigniew Juszczak Aleksander Korcz Dariusz Marcinkowski Dariusz Małecki Piotr Mikuła Marcin Pobuta Paweł Sobczak Tomasz Szmidt Krzysztof Wybieralski Łukasz Wybieralski | mannen    | 12e       | groep B: 5de V van Australië: 0-4 W van Spanje: 4-1 G van Argentinië: 5-5 V van Zuid-Korea: 2-3 G van India: 1-1 9-12de plek: V van Canada: 2-3 11-12de plek: V van Maleisië: 2-3 |

| Groep B |            |             |             |             |             |            |            |            |        |
| #       | Land       | Wedstrijden | Wedstrijden | Wedstrijden | Wedstrijden | Doelpunten | Doelpunten | Doelpunten | Punten |
| #       | Land       | G           | W           | G           | V           | V          | T          | Saldo      | Punten |
| 1       | Australië  | 5           | 3           | 2           | 0           | 12         | 6          | +6         | 11     |
| 2       | Zuid-Korea | 5           | 2           | 2           | 1           | 9          | 7          | +2         | 8      |
| 3       | India      | 5           | 2           | 2           | 1           | 9          | 7          | +2         | 8      |
| 4       | Argentinië | 5           | 1           | 2           | 2           | 13         | 13         | +0         | 5      |
| 5       | Polen      | 5           | 1           | 2           | 2           | 12         | 14         | −2         | 5      |
| 6       | Spanje     | 5           | 0           | 2           | 3           | 7          | 15         | −8         | 2      |

| Ronde        | Datum  | Plaats     | Land | Score      | Land |
| ------------ | ------ | ---------- | ---- | ---------- | ---- |
| Groepsfase   |        |            |      |            |      |
| 17 september | Sydney | Australië  | 4-0  | Polen      |      |
| 19 september | Sydney | Spanje     | 1-4  | Polen      |      |
| 21 september | Sydney | Argentinië | 5-5  | Polen      |      |
| 24 september | Sydney | Polen      | 2-3  | Zuid-Korea |      |
| 26 september | Sydney | Polen      | 1-1  | India      |      |
| 9-12de plek  |        |            |      |            |      |
| 28 september | Sydney | Canada     | 3-2  | Polen      |      |
| 11-12de plek |        |            |      |            |      |
| 30 september | Sydney | Maleisië   | 3-2  | Polen      |      |

### Judo
| Olympiër        | Onderdeel  | Resultaat | Prestatie                                                                                |
| --------------- | ---------- | --------- | ---------------------------------------------------------------------------------------- |
| Jarosław Lewak  | -73kg (m)  | 29e       | 1ste ronde: vrij 2de ronde: W van AUT Stangl: ippon 3de ronde: V van JPN Nakamura: ippon |
| Robert Krawczyk | -81kg (m)  | 32e       | 1ste ronde: V van CUB Arteaga: ippon                                                     |
| Paweł Nastula   | -100kg (m) | 29e       | 1ste ronde: vrij 2de ronde: V van ISR Ze'evi: ippon                                      |
| Rafał Kubacki   | +100kg (m) | 29e       | 1ste ronde: vrij 2de ronde: V van UKR Ruslyakov: koka                                    |
|                 |            |           |                                                                                          |
| Beata Maksymowa | +78kg (m)  | 16e       | 1ste ronde: vrij 2de ronde: V van USA Rosensteel: yuko                                   |

### Kanovaren
| Olympiër                                                                                    | Onderdeel     | Resultaat | Prestatie |
| Slalom                                                                                      | Slalom        | Slalom    | Slalom |
| ------------------------------------------------------------------------------------------- | ------------- | --------- | --- |
| Krzysztof Bieryt                                                                            | C-1 (m)       | 11e       | kwalificatie: 3de run 1: 132,85 run 2: 132,19 totaal: 265,04 finale: 11de run 1: 126,36 run 2: 126,87 totaal: 253,23 |
| Krzysztof Kołomański Michał Staniszewski                                                    | C-2 (m)       | Zilver    | kwalificatie: 6de run 1: 148,46 run 2: 137,48 totaal: 285,94 finale: 11de run 1: 124,19 run 2: 119,62 totaal: 243,81 |
| Sławomir Mordarski Andrzej Wójs                                                             | C-2 (m)       | 6e        | kwalificatie: 7de run 1: 144,48 run 2: 142,48 totaal: 286,96 finale: 6de run 1: 121,74 run 2: 133,77 totaal: 255,51  |
|                                                                                             |               |           | |
| Beata Grzesik                                                                               | K-1 (v)       | 11e       | kwalificatie: 19de run 1: 208,80 run 2: 147,58 totaal: 356,38                                                        |
| Sprint                                                                                      |               |           | |
| Michał Gajownik                                                                             | C-1 500m (m)  | 18e       | serie 2: 9de in 2.04,704                                                                                             |
| Daniel Jędraszko                                                                            | C-1 1000m (m) | 18e       | serie 2: 9de in 4.25,726                                                                                             |
| Paweł Baraszkiewicz Daniel Jędraszko                                                        | C-2 500m (m)  | Zilver    | serie 1: 1ste in 1.41,511 finale: 2de in 1.51,536                                                                    |
| Paweł Baraszkiewicz Michał Gajownik                                                         | C-2 1000m (m) | 8e        | serie 1: 3de in 3.39,311 finale: 8ste in 3.52,229                                                                    |
| Grzegorz Kotowicz                                                                           | K-1 500m (m)  | 9e        | serie 3: 1ste in 1.40,204 halve finale 3: 3de in 1.41,198 finale: 9de in 2.07,711                                    |
| Rafał Głażewski                                                                             | K-1 1000m (m) | 21e       | serie 3: 6de in 3.43,227 halve finale 2: 8ste in 3.46,761                                                            |
| Marek Twardowski Adam Wysocki                                                               | K-2 500m (m)  | 5e        | serie 1: 2de in 1.30,502 halve finale 2: 2de in 1.30,026 finale: 5de in 1.48,963                                     |
| Marek Twardowski Adam Wysocki                                                               | K-2 1000m (m) | 8e        | serie 2: 5de in 3.15,909 halve finale 1: 3de in 3.18,026 finale: 8ste in 3.19,939                                    |
| Dariusz Białkowski Grzegorz Kotowicz Adam Seroczyński Marek Witkowski                       | K-4 1000m (m) | Brons     | serie 1: 3de in 3.00,166 finale: 3de in 2.57,192                                                                     |
|                                                                                             |               |           | |
| Elżbieta Urbańczyk                                                                          | K-1 500m (v)  | 5e        | serie 1: 3de in 1.53,202 finale: 5de in 2.18,018                                                                     |
| Aneta Pastuszka-Konieczna Beata Sokołowska-Kulesza                                          | K-2 500m (v)  | Brons     | serie 1: 2de in 1.42,905 finale: 3de in 1.58,784                                                                     |
| Aneta Michalak-Białkowska Aneta Pastuszka-Konieczna Joanna Skowroń Beata Sokołowska-Kulesza | K-4 500m (v)  | 4e        | serie 2: 2de in 1.35,887 finale: 4de in 1.37,076                                                                     |

### Moderne vijfkamp
| Olympiër        | Onderdeel | Resultaat | Prestatie |
| --------------- | --------- | --------- | --- |
| Igor Warabida   | mannen    | 15e       | schietsport: 21ste met 170 punten schermen: 17de met 10 overwinningen zwemmen: 18de in 2.11,96 paardensport: 7de met 90 strafpunten atletiek: 6de in 9.26,97 totaal: 5061 punten    |
|                 |           |           | |
| Paulina Boenisz | vrouwen   | 5e        | schietsport: 9de met 177 punten schermen: 12de met 11 overwinningen zwemmen: 17de in 2.27,96 paardensport: 7de met 60 strafpunten atletiek: 5de in 11.00,66 totaal: 5099 punten     |
| Dorota Idzi     | vrouwen   | 16e       | schietsport: 20ste met 167 punten schermen: 18de met 12 overwinningen zwemmen: 8ste in 2.22,78 paardensport: 15de met 92 strafpunten atletiek: 18de in 11.55,09 totaal: 4721 punten |

### Roeien
| Olympiër                                                               | Onderdeel              | Resultaat | Prestatie |
| ---------------------------------------------------------------------- | ---------------------- | --------- | --- |
| Tomasz Kucharski Robert Sycz                                           | lichte dubbel-twee (m) | Goud      | serie 1: 1ste in 6.34,28 halve finale 1: 1ste in 6.20,60 finale: 1ste in 6.21,75                             |
| Marek Kolbowicz Adam Korol                                             | dubbel-twee (m)        | 6e        | serie 1: 2de in 6.31,91 herkansingen: 1ste in 6.32,30 halve finale 2: 3de in 6.31,26 finale: 6de in 6.32,11  |
| Piotr Basta Piotr Bochenek                                             | twee-zonder (m)        | 10e       | serie 3: 5de in 6.58,47 herkansingen: 2de in 6.48,74 halve finale 1: 5de in 6.43,38 finale B: 4de in 6.39,44 |
| Adam Bronikowski Sławomir Kruszkowski Karol Łazar Michał Wojciechowski | dubbel-vier (m)        | 8e        | serie 1: 3de in 5.58,09 halve finale 1: 6de in 6.02,11 finale B: 2de in 5.51,79                              |
| Paweł Jarosiński Artur Rozalski Rafał Smoliński Arkadiusz Sobkowiak    | vier-zonder (m)        | 13e       | serie 2: 4de in 6.22,0 herkansingen: 4de in 6.15,75                                                          |
|                                                                        |                        |           | |
| Agnieszka Tomczak                                                      | skiff (v)              | 8e        | serie 2: 2de in 7.43,99 herkansingen: 2de in 7.47,37 halve finale 2: 4de in 7.45,64 finale B: 2de in 7.33,20 |
| Elżbieta Kuncewicz Ilona Mokronowska                                   | lichte dubbel-twee (v) | 8e        | serie 3: 4de in 7.28,99 herkansingen: 3de in 7.20,87 halve finale 2: 4de in 7.08,73 finale B: 2de in 7.12,76 |

### Schermen
| Olympiër                                                                     | Onderdeel       | Resultaat | Prestatie                                                                                                   |
| ---------------------------------------------------------------------------- | --------------- | --------- | --- |
| Adam Krzesiński                                                              | floret (m)      | 26e       | 1ste ronde: vrij 2de ronde: V van RUS Shevchenko: 8-15                                                      |
| Sławomir Mocek                                                               | floret (m)      | 16e       | 1ste ronde: W van TUN Ben Aziza: 15-2 2de ronde: W van CUB García: 15-9 3de ronde: V van GER Breutner: 8-15 |
| Ryszard Sobczak                                                              | floret (m)      | 24e       | 1ste ronde: vrij 2de ronde: V van USA Bayer: 9-15                                                           |
| Adam Krzesiński Sławomir Mocek Ryszard Sobczak                               | floret team (m) | 4e        | 1ste ronde: W van Duitsland: 45-37 halve finale: V van Frankrijk: 38-45 bronzen finale: V van Italië: 38-45 |
| Norbert Jaskot                                                               | sabel (m)       | 26e       | 1ste ronde: vrij 2de ronde: V van ROU Covaliu: 12-15                                                        |
| Marcin Sobala                                                                | sabel (m)       | 24e       | 1ste ronde: vrij 2de ronde: V van RUS Frosin: 11-15                                                         |
| Rafał Sznajder                                                               | sabel (m)       | 22e       | 1ste ronde: vrij 2de ronde: V van UKR Gutziet: 14-15                                                        |
| Norbert Jaskot Janusz Olech Rafał Sznajder                                   | sabel team (m)  | 7e        | 1ste ronde: V van Roemenië: 26-45 5-8ste plek: V van Hongarije: 41-45 7-8ste plek: W van Italië: 45-39      |
|                                                                              |                 |           | |
| Sylwia Gruchała                                                              | floret (v)      | 13e       | 1ste ronde: vrij 2de ronde: W van HUN Knapek: 15-8 3de ronde: V van ITA Vezzali: 8-15                       |
| Magdalena Mroczkiewicz                                                       | floret (v)      | 14e       | 1ste ronde: vrij 2de ronde: W van RUS Boyko: 15-9 3de ronde: V van CHN Xiao: 13-15                          |
| Barbara Wolnicka-Szewczyk                                                    | floret (v)      | 22e       | 1ste ronde: vrij 2de ronde: V van CHN Meng: 9-15                                                            |
| Sylwia Gruchała Magdalena Mroczkiewicz Anna Rybicka arbara Wolnicka-Szewczyk | floret team (v) | Zilver    | 1ste ronde: W van China: 45-43 halve finale: W van Duitsland: 45-34 finale: V van Italië: 36-45             |

### Schietsport
| Olympiër              | Onderdeel                  | Resultaat | Prestatie                                                                    |
| --------------------- | -------------------------- | --------- | ---------------------------------------------------------------------------- |
| Jerzy Pietrzak        | 50m pistool (m)            | 9e        | kwalificatie: 9de met 560 punten (90-95-96-93-93-93)                         |
| Krzysztof Kucharczyk  | 25m snelvuurpistool (m)    | 7e        | kwalificatie: 8ste met 584 punten (292-292) finale: 7de met 682,2 punten     |
| Jerzy Pietrzak        | 10m luchtpistool (m)       | 11e       | kwalificatie: 11de met 578 punten (97-93-95-98-97-98)                        |
| Andrzej Głyda         | skeet (m)                  | 14e       | kwalificatie: 14de met 121 punten (24-24-24-24-25)                           |
|                       |                            |           |                                                                              |
| Renata Mauer-Różańska | 10m luchtgeweer (v)        | 15e       | kwalificatie: 15de met 392 punten (96-99-97-100)                             |
| Renata Mauer-Różańska | 50m geweer 3 houdingen (v) | Goud      | kwalificatie: 3de met 585 punten (198-195-192) finale: 1ste met 684,6 punten |
| Mirosława Sagun       | 10m luchtgeweer (v)        | 16e       | kwalificatie: 16de met 379 punten (94-95-98-92)                              |

### Tafeltennis
| Olympiër                            | Onderdeel      | Resultaat | Prestatie |
| ----------------------------------- | -------------- | --------- | --- |
| Lucjan Błaszczyk                    | enkelspel (m)  | 9e        | groep F: 1ste W van AUS Gerada: 3-0 W van ROU Crișan: 3-2 2de ronde: W van FRA Gatien: 3-0 (21-5, 21-17, 21-13) 3de ronde: V van CHN Kong: 2-3 (21-18, 17-21, 10-21, 22-20, 14-21) |
| Tomasz Krzeszewski                  | enkelspel (m)  | 33e       | groep K: 2de V van NED Heister: 0-3 W van AUS Lavale: 3-0 |
| Lucjan Błaszczyk Tomasz Krzeszewski | dubbelspel (m) | 9e        | groep F: 1ste W van BRA Hoyama/Issamu: 2-0 W van CZE Korbel/Plachy: 2-0 2de ronde: V van CHN Kong/Liu: 2-3 (16-21, 21-12, 21-19, 18-21, 18-21)                                     |

### Wielersport
| Olympiër                                          | Onderdeel        | Resultaat | Prestatie                      |
| Baan                                              | Baan             | Baan      | Baan                           |
| ------------------------------------------------- | ---------------- | --------- | ------------------------------ |
| Grzegorz Krejner                                  | keirin (m)       | 13e       | serie 2: 6de herkansingen: 3de |
| Bartłomiej Saczuk                                 | sprint (m)       | 19e       | kwalificatie: 19de in 11,106   |
| Grzegorz Krejner                                  | tijdrit (m)      | 7e        | 1.04,156                       |
| Konrad Czajkowski Grzegorz Krejner Marcin Mientki | teamsprint (m)   | 10e       | kwalificatie: 10de in 46,186   |
| Mountainbike                                      |                  |           |                                |
| Marek Galiński                                    | mannen           | 21e       | 2:17.35,54                     |
| Weg                                               |                  |           |                                |
| Piotr Wadecki                                     | tijdrit (m)      | 31e       | 1:02.04                        |
| Piotr Chmielewski                                 | wegwedstrijd (m) | DNF       | niet gefinisht                 |
| Zbigniew Piątek                                   | wegwedstrijd (m) | 48e       | 5:30.46                        |
| Piotr Przydział                                   | wegwedstrijd (m) | 58e       | 5:30.46                        |
| Zbigniew Spruch                                   | wegwedstrijd (m) | 20e       | 5:30.46                        |
| Piotr Wadecki                                     | wegwedstrijd (m) | 7e        | 5:30.35                        |

### Worstelen
| Olympiër             | Onderdeel   | Resultaat   | Prestatie |
| Vrije stijl          | Vrije stijl | Vrije stijl | Vrije stijl |
| -------------------- | ----------- | ----------- | --- |
| Mariusz Dąbrowski    | -69kg (m)   | 18e         | groep 2: 3de V van CUB Sánchez: 0-3 V van BUL Kasabov: 1-3 |
| Marcin Jurecki       | -76kg (m)   | 8e          | groep 5: 3de W van AUS Ozoline: 4-0 V van KOR Eui-jae: 1-3 V van UKR Muzayev: 1-3 |
| Marek Garmulewicz    | -97kg (m)   | 4e          | groep 6: 1ste W van BLR Shemarov: 3-1 W van AUS Szerda: 0-3 W van CAN Schmeichel: 3-0 kwartfinale: vrij halve finale: V van KAZ Bayramukov: 0-3 bronzen finale: V van GEO Kurtanidze: 1-4 |
| Grieks-Romeins       |             |             | |
| Dariusz Jabłoński    | -54kg (m)   | 19e         | groep 2: 3de V van KAZ Asembekov: 0-4 V van KOR Sim: 0-4 |
| Włodzimierz Zawadzki | -63kg (m)   | 19e         | groep 1: 3de V van RUS Samurgashev: 0-3 V van TUR Eroğlu: walk-over |
| Ryszard Wolny        | -69kg (m)   | 7e          | groep 6: 2de V van RUS Glushkov: 1-3 W van UKR Adzhi: 3-1 W van BLR Kopytov: walk-over |
| Artur Michalkiewicz  | -76kg (m)   | 9e          | groep 5: 3de W van SAM Iutana: 4-0 V van BLR Makaranka: 1-3 V van UKR Manukyan: 1-3 |
| Andrzej Wroński      | -97kg (m)   | 13e         | groep 4: 2de V van GEO Chkhaidze: 0-3 W van TUR Basar: 3-1 |
| Marek Sitnik         | -130kg (m)  | 17e         | groep 6: 4de V van TUR Bakir: 0-3 V van CZE Vála: 0-3 V van ISR Evseichik: 1-3 |

### Zeilen
| Olympiër                        | Onderdeel   | Resultaat | Prestatie                                               |
| ------------------------------- | ----------- | --------- | ------------------------------------------------------- |
| Przemysław Miarczyński          | mistral (m) | 8e        | 84 punten: (19-8-7-14-2-8-15-18-10-6-14)                |
| Mateusz Kusznierewicz           | finn (m)    | 4e        | 48 punten: (1-4-11-8-15-3-12-9-5-6-1)                   |
| Tomasz Jakubiak Tomasz Stańczyk | 470 (m)     | 20e       | 144 punten: (OCS-27-25-25-26-5-14-8-5-23-13)            |
|                                 |             |           |                                                         |
| Anna Gałecka                    | mistral (v) | 11e       | 80 punten: (8-7-13-5-8-9-12-7-14-13-11)                 |
| Monika Bronicka                 | europe (v)  | 14e       | 95 punten: (14-11-13-14-23-8-12-7-12-13-5)              |
|                                 |             |           |                                                         |
| Maciej Grabowski                | laser       | 7e        | 86 punten: (11-24-34-5-2-9-30-13-9-2-11)                |
| Paweł Kacprowski Paweł Kużmicki | 49er        | 12e       | 141 punten: (12-14-8-16-16-6-7-13-14-8-12-14-13-15-3-2) |

### Zwemmen
| Olympiër                                                       | Onderdeel             | Resultaat | Prestatie                                                                           |
| -------------------------------------------------------------- | --------------------- | --------- | ----------------------------------------------------------------------------------- |
| Bartosz Kizierowski                                            | 50m vrije slag (m)    | 5e        | serie 9: 1ste in 22,05 halve finale 2: 4de in 22,35 finale: 5de in 22,22            |
| Bartosz Kizierowski                                            | 100m vrije slag (m)   | 17e       | serie 10: 7de in 49,84                                                              |
| Bartosz Kizierowski                                            | 100m rugslag (m)      | 5e        | serie 5: 2de in 55,14 halve finale 2: 4de in 55,34 finale: 5de in 55,04             |
| Mariusz Siembida                                               | 100m rugslag (m)      | 20e       | serie 5: 6de in 56,27                                                               |
| Marek Krawczyk                                                 | 100m schoolslag (m)   | 24e       | serie 6: 4de in 1.03,00                                                             |
| Marek Krawczyk                                                 | 200m schoolslag (m)   | 18e       | serie 4: 2de in 2.16,08                                                             |
| Marcin Kaczmarek                                               | 100m vlinderslag (m)  | 26e       | serie 5: 4de in 54,32                                                               |
|                                                                |                       |           |                                                                                     |
| Aleksandra Miciul                                              | 100m rugslag (v)      | 25e       | serie 5: 8ste in 1.04,51                                                            |
| Aleksandra Miciul                                              | 200m rugslag (v)      | 23e       | serie 5: 7de in 2.16,71                                                             |
| Alicja Pęczak                                                  | 100m schoolslag (v)   | 21e       | serie 5: 8ste in 1.10,57                                                            |
| Alicja Pęczak                                                  | 200m schoolslag (v)   | 15e       | serie 5: 5de in 2.29,45 halve finale 2: 8ste in 2.30,02                             |
| Otylia Jędrzejczak                                             | 100m vlinderslag (v)  | 9e        | serie 7: 3de in 58,66 (NR) halve finale 1: 4de in 59,14                             |
| Otylia Jędrzejczak                                             | 200m vlinderslag (v)  | 5e        | serie 4: 2de in 2.08,70 halve finale 2: 1ste in 2.07,81 (ER) finale: 5de in 2.08,48 |
| Anna Uryniuk                                                   | 200m vlinderslag (v)  | 26e       | serie 5: 8ste in 2.14,87                                                            |
| tylia Jędrzejczak Aleksandra Miciul Alicja Pęczak Anna Uryniuk | 4x100m wisselslag (v) | 12e       | serie 1: 4de in 4.11,08 (NR)                                                        |

Albanië · Algerije · Amerikaanse Maagdeneilanden · Amerikaans-Samoa · Andorra · Angola · Antigua en Barbuda · Argentinië · Armenië · Aruba · Australië · Azerbeidzjan · Bahama's · Bahrein · Bangladesh · Barbados · België · Belize · Benin · Bermuda · Bhutan · Bolivia · Bosnië en Herzegovina · Botswana · Brazilië · Britse Maagdeneilanden · Brunei · Bulgarije · Burkina Faso · Burundi · Cambodja · Canada · Centraal-Afrikaanse Republiek · Chili · China · Chinees Taipei · Colombia · Comoren · Congo-Brazzaville · Congo-Kinshasa · Cookeilanden · Costa Rica · Cuba · Cyprus · Denemarken · Djibouti · Dominica · Dominicaanse Republiek · Duitsland · Ecuador · Egypte · El Salvador · Equatoriaal-Guinea · Eritrea · Estland · Ethiopië · Fiji · Filipijnen · Finland · Frankrijk · Gabon · Gambia · Georgië · Ghana · Grenada · Griekenland · Groot-Brittannië · Guam · Guatemala · Guinee · Guinee‑Bissau · Guyana · Haïti · Honduras · Hongarije · Hongkong · Ierland · IJsland · India · Indonesië · Irak · Iran · Israël · Italië · Ivoorkust · Jamaica · Japan · Jemen · Joegoslavië · Jordanië · Kaaimaneilanden · Kaapverdië · Kameroen · Kazachstan · Kenia · Kirgizië · Koeweit · Kroatië · Laos · Lesotho · Letland · Libanon · Liberia · Libië · Liechtenstein · Litouwen · Luxemburg · Macedonië · Madagaskar · Malawi · Malediven · Maleisië · Mali · Malta · Marokko · Mauritanië · Mauritius · Mexico · Micronesië · Moldavië · Monaco · Mongolië · Mozambique · Myanmar · Namibië · Nauru · Nederland · Nederlandse Antillen · Nepal · Nicaragua · Nieuw-Zeeland · Niger · Nigeria · Noord-Korea · Noorwegen · Oeganda · Oekraïne · Oezbekistan · Oman · Oostenrijk · Pakistan · Palau · Palestina · Panama · Papoea-Nieuw-Guinea · Paraguay · Peru · Polen · Portugal · Puerto Rico · Qatar · Roemenië · Rusland · Rwanda · Saint Kitts en Nevis · Saint Lucia · Saint Vincent en Grenadines · Salomonseilanden · Samoa · San Marino ·  Sao Tomé en Principe · Saoedi-Arabië · Senegal · Seychellen · Sierra Leone · Singapore · Slovenië · Slowakije · Soedan · Somalië · Spanje · Sri Lanka · Suriname · Swaziland · Syrië · Tadzjikistan · Tanzania · Thailand · Togo · Tonga · Trinidad en Tobago · Tsjaad · Tsjechië · Tunesië · Turkije · Turkmenistan · Uruguay · Vanuatu · Venezuela · Verenigde Arabische Emiraten · Verenigde Staten · Vietnam · Wit-Rusland · Zambia · Zimbabwe · Zuid-Afrika · Zuid-Korea · Zweden · Zwitserland · Individuele olympische atleten